# TV 1860 Lich
Der TV 1860 Lich e. V. ist ein Sportverein aus Lich im hessischen Landkreis Gießen. Der Verein wurde am 5. September 1860 von Freunden der Turnerei gegründet. Bekannt wurde seine Basketball-Abteilung durch den Aufstieg in die 1. Basketball Bundesliga im Jahr 1999.

## Abteilungen
Der Verein hat verschiedene Abteilungen:
- Turnen
- Tanzen
- Handball
- Leichtathletik/Outdoor-Fitness
- Reha-Sport
- Tischtennis
- Volleyball
- Zweiter Weg
- Koronar
- Basketball

Im Juli 2018 verließen die aktiven Spieler der Abteilung Basketball den TV 1860 Lich e. V.
Den Spielbetrieb der Saison 2018/19 übernahm der Verein „LICH Basketball e. V.“

## Geschichte
Die Geschichte des Turnvereins Lich beginnt am 15. August 1860. An diesem Tag trafen sich Freunde der Turnerei aus unserem Städtchen und beschlossen die Gründung eines Turnvereins. Sie wählten aus ihrer Mitte ein vorbereitendes Komitee, dem die Herren Lehrer Wertheim als Präsident, Philipp Uhrhan als 1. Beisitzer, Hermann Rau als 2. Beisitzer, Karl Reinmuth als 3. Beisitzer und R. Römer als Schriftführer angehörten. Dieses Komitee erhielt den Auftrag, einen Aufruf an die Bürger der Stadt Lich zu erlassen, der zum Beitritt als ordentliche oder außerordentliche Mitglieder auffordern sollte.
Der Widerhall dieses Aufrufes zeigte sich am 5. September 1860 auf der ersten Allgemeinen Versammlung (später Generalversammlung genannt). 46 Mitglieder fanden sich ein, die auch die inzwischen aufgestellte Satzung (damals als Statuten bezeichnet) durch ihre Unterschrift anerkannten.
§ 1 dieser Satzung lautete: „Der Turnverein hat den Zweck, seinen Mitgliedern Gelegenheit und Anleitung zur körperlichen Ausbildung zu geben und dieselben durch gemeinschaftliche Turnübungen zu fördern.“
Man vermisst hierin die Aussage über kulturelle Zwecke, denn aus der Vereinsgeschichte geht hervor, dass der Turnverein von Anfang an über die Leibeserziehung hinaus auch kulturelle Aufgaben wahrgenommen hat. In einer Satzung ist das erst 1904 festgehalten. Dort heißt es u. a. im § 1:
„Der unter dem Namen Turnverein Lich (1860) bestehende Verein bezweckt, seine Mitglieder im Geiste Jahns allseitig körperlich auszubilden und ihnen eine sittlich mannhafte Gesinnung und deutsches Volksbewusstsein zu erwecken und zu festigen. Er sucht diesen Zweck durch Turnübungen, Turnspiele, Turnfahrten, Pflege des Gesanges, der Geselligkeit und durch freundschaftliche Verbindung mit allen rüstigen deutschen Turnvereinen zu erreichen“.
Als erste Turnstätte mieteten sich die Turner nach der Gründung des Vereins die Halle des Gastwirts Albach im damaligen Turmgärtchen für jährlich 6 Gulden. Schon im Oktober desselben Jahres erwies sich diese Stätte als nicht sehr zweckentsprechend und der Verein erwarb sich das Benutzungsrecht für den Albach’schen Saal in der Unterstadt.
An Turngeräten beschaffte man sich ein Reck und einen Barren, die für 14 Gulden angefertigt wurden, sowie je zwei Gewichte zu 25 und 50 Pfund. Der Weg war bereitet, das turnerische Leben hatte seinen Anfang genommen.
Im November des Jahres 1860 traf man sich zur Wahl des ersten ordentlichen Vorstandes, der sich aus 7 Mitgliedern – und zwar dem 1. und 2. Sprecher, dem Turnwart, Schriftwart, Rechner und zwei Beisitzern – zusammensetzte.
Aus der Wahl gingen hervor:
- 1. Sprecher: Konrad Ihring,
- 2. Sprecher: Schneidermeister Metzger,
- Turnwart: Dr. Winkler,
- Schriftwart: R. Römer,
- Rechner: Spengler Kämmerer,
- Beisitzer: Philipp Uhrhan,
- Beisitzer: Lehrer Wertheimer.
Noch im gleichen Monat gab der Vorstand dem Turnrat in Berlin Kenntnis von dem Bestehen eines Turnvereins in Lich.